# Arhysoceble picta
Arhysoceble picta är en biart som först beskrevs av Heinrich Friese 1899.  Arhysoceble picta ingår i släktet Arhysoceble och familjen långtungebin. Inga underarter finns listade.